# Ratno umijeće
Ratno umijeće je sposobnost i umijeće korištenja vojske u ratu.
Dijelovi ratne vještine su: 
- strategija,
- taktika, i
- operativno umijeće (operatika).

Strategija označava vještinu sveukupnog korištenja vojske (priprema, vođenje u ratu, planiranje) u ratu, a taktika vještinu raspoređivanja i općenito upotrebe određenih dijelova vojske za pojedinačne bojeve. Taktika je zapravo manji dio strategije. Operativno umijeće, najmlađa grana ratne vještine, bavi se pripremom i planiranjem ratnih operacija.
Ratno umijeće iskazuje praktičnu ljudsku djelatnost kroz spoj teorijskog i praktičnog ratnog dijela. Ono je uopćeno gotovo do neprepoznatljivosti te samim tim čini osnovu za pripremu i vođenje vojnih operacija u ratu, a danas i u mirovnim operacijama kao što je nametanje mira, te je samim tim i obvezatan element izobrazbe vojske za vođenje vojnih operacija u raznim okružjima.

## Teoretičari ratnog umijeća
O ratnom umijeću pisali su mnogi vojni teoretičari, no samo dvojca su ostavila trajan pečat: baron de Jomini i Carl von Clausewitz. Krajem 18. stoljeća pojavili su se velikani koji se tijekom proučavanja ratnog umijeća ne mogu nikako zaobići. Na polju ratovodstva to su Napoleon i Fridrik Veliki, a na polju teorije ratnog umijeća Jomini i Clausewitz. Napoleon i Fridrik Veliki su bili veliki vojskovođe i veliki vladari, posljednji vladari-vojskovođe. Jomini i Clausewitz su rasli uz Napoleona i Fridrika i to iz razloga rasvjetljavanja njihovih djela i postavljanja prvih temelja načelima ratnog umijeća kao znanosti.
Jomini je među prvim teoretičarima vojne znanosti koji je počeo otkrivati tajne rata. Možemo čak kazati da je on jedan od tvoraca vojne znanosti, ratnog umijeća, o vođenju rata i oružane borbe. Kao suvremenik i jedan od suradnika Napoleona, ušao je u metode strateškog vođenja rata i objavio djelo "Glavna načela ratnog umijeća". Jomini nas prvi uči da su u ratnom umijeću nepromjenjiva samo ratna načela, a sve ostalo je prolazno i usklađuje se duhu i tijekom vremena. Jomini je bio i ostao renomirani vojni teoretičar.
Kako je za ratno umijeće potrebno poznavanje vojne povijesti, tako je i za dobro proučavanje ratnog umijeća potrebno poznavati povijest razvoja ratnog umijeća. Jedno i drugo daju potpunu vojničku kulturu. Gotovo je nemoguće se potpuno posvetiti u svojim znanstvenim istraživanjima i obraditi sve primjere iz vojne povijesti i povijesti razvoja ratnog umijeća bez straha od lutanja po labirintu mnoštva činjenica i informacija iz kojega bi se uzalud tražio izlaz. Isto tako je važno poznavati sve ono što je kapitalno i važno u ratnom umijeću, odnosno potrebno je proučavati sva djela ljudi koji su nam svojim velikim djelima pružili rezultate vojničke kulture, te koji su dovoljni za temeljno vojničko obrazovanje.

## Strategija
Odgovor na pitanje što je strategija teško je dati odgovor s kojim bi se složile sve vojske, a još manje mnogobrojni vojni teoretičari. No kada zanemarimo sitne različitosti u određivanju pojma strategija, sva ta određenja imaju jednu zajedničku odrednicu: čvrsto stoje na stajalištu kako je strategija podređena politici i umijeće pripremanja i vođenja kako oružanih snaga tako i svih izvora moći jedne zemlje.
Prijašnji vojni teoretičari 18. i 19. stoljeća, osobito Clausewitz, vrlo dobro su raščlanjivali strategiju, ali su je ograničili na čisto vojnu odrednicu. Razlog takvom ograničavanju strategije u to vrijeme leži u činjenici što se je u to vrijeme rat vodio isključivo kao sukob između dviju vojski koje su stajale na bojnom polju jedna nasuprot druge te se na tom bojnom polju i rješavao rat između zaraćenih država. S porastom gospodarske moći i društvene svijesti ljudi o pripadnosti određenoj naciji, kao i globalnim interesima velikih gospodarskih sila, i u tom međusobnom odnosu rat postaje složena društvena pojava, te na njega počinju sve više utjecati i civilni elementi: moral, politički, gospodarski, diplomatski, psihološki, tehničko-istraživački i ostali čimbenici društva, glede toga ukazuje se potreba za novim i širim teoretskim uopćavanjem pojam strategije. Nekada se cilj rata postizao fizičkim uništenjem protivničkih oružanih snaga, a danas je cilj rata postao uništenje opće sposobnosti protivnika kao ne bi mogao poduzeti učinkovito vojno djelovanje. Od sukoba dviju vojski na bojnom polju rat se pretvorio u sukob naroda u kojem se iscrpljuju sve duhovne, moralne, materijalne i vojničke moći jedne zemlje.
Nadalje pristup strategiji oduvijek je bio dvojak. Prvi pristup polazi sa stajališta potrebe primjenjivanja utvrđenih načela i pravila na neodređene i neponovljive situacije. Drugi pristup polazi sa stajališta kako ratni događaji idu svojim tijekom, neovisno od toga tko je na čelu vojske i kakve su njegove sposobnosti. Iz navedenog je razvidno kako se razlikuju mišljenja o vrijednosti načela i pravila. Prema jednima ona su uvijek ista i nepromjenjiva, bez obzira na promjene u vojnoj organizaciji i ratnoj tehnici. Prema drugima, načela i pravila su nastala u uvjetima i situacijama koje više na postoje, pa je stoga njihova važnost istekla. Zbog toga teoretičari smatraju kako se strategija može učiti, a praktičari kako se sve mora prepustiti snalaženju. 
Strategija je način mišljenja koji nam omogućava svrstavanje i raspoređivanje događaje po njihovoj subordinaciji, a zatim se odabiru najdjelotvorniji načini postupanja. Ova činjenica iskazuje razliku između stručnosti kao nadležnosti i nadležnosti tijekom donošenja odluke o strategijskom izboru. Kada je riječ o samom izboru važnu ulogu imaju gospodarski, politički i sigurnosni interesi.
U svezi navedenog razvidno je kako se strategija danas ne može baviti samo pitanjima oružane borbe i vojne strane rata, već mora usklađivati sve izvore moći jedne nacije. Danas strategija ne znači samo znanost i umijeće vojnog zapovijedanja već je postala stalni dio državnog političkog vrha. Od strategije vojskovođe postala je strategija državnika. Danas se za strategiju koriste razni nazivi. Ovo je uvedeno kako bi se strategija na najvišoj državnoj razini razlikovala od strategija koje istražuju političke, diplomatske i gospodarske odnose, te kako bi ona kao najviša razina strategije davala koncept, strukturu i načine uporabe pojedinih strategija koje osiguravaju i usklađuju sve izvore moći jedne nacije. Ovakvo shvaćanje je prihvaćeno u zemljama zapadne demokracije: u SAD-u nacionalna strategija, u Velikoj Britaniji opća strategija, u Francuskoj totalna strategija. 
Usporedno s tim procesom stvorili su se uvjeti za pretvaranje strategije iz umijeća u znanost kao izravna posljedica nakupljanja i razlikovanja znanja. Strategija je danas postala predmet opće društvene pozornosti i interesa, a s njom se bave osim vojnih i drugi znanstvenici. Kada govorimo o strategiji kao znanosti potrebno je naglasiti kao strategija ne može riješiti osnovne svoje zadatke bez znanstvene raščlambe i primjene znanstvenih metoda. 
Pristup strategiji zahtijeva razumijevanje međusobnog odnosa između općeg i posebnog. Glede općenitosti, strategija u užem smislu, vojna strategija, promatra rat kao dvostrani proces i okosnica za razumijevanje su: cilj, snage, sredstva, način vođenja, zemljište i vrijeme. Konkretizacija navedenog treba uzeti u obzir nove čimbenike koji ukazuju na to kako se rat prostorno širi i vremenski usporava,a u svojoj završnici ubrzava. Zbog toga udjel političkog, gospodarskog, kulturnog, moralnog i psihološkog utjecaja u ratu ima za posljedicu njihov upliv u polje vojne strategije. 
Rast moći, povećanje količine i kakvoće energije koja se oslobađa na bojnom polju zahtijevaju i rast svijesti i potrebu za znanjem kako nadzirati tu moć i tu oslobođenu energiju. Zato poglavito vojna strategija u ovom našem modrenom dobu zahtijeva osvješćenje granica sigurnosti, odnosno rizika jer vojna moć je suviše opasna i svako olako posezanje za njom moralo bi prizvati u svijest o tomu što njena uporaba kao takva može donijeti onome koji za njom poseže. 

### Vojna strategija
Vojna strategija danas mora odgovoriti na brojna pitanja kao što su: planiranje razvoja, modernizaciju, razvoj doktrine, popunu, obuku i školovanje te uporabu oružanih snaga, te je ujedno javni dokument koji jasno iskazuje razvoj sposobnosti oružanih snaga domaćoj i međunarodnoj javnosti. Nadalje vojna strategija jasno mora prikazati mjesto, ulogu i zadaće koje su dodijeljene oružanim snagama te utvrđuje strategijski koncept za provedbu.
Izučavanjem ovih pitanja i mnogih drugih koji utječu na strategiju u najopćenitijem smislu mora se pristupiti na znanstvenoj utemeljenosti uz primjenu znanstvenih metoda i široku suradnju s drugim znanostima i znanstvenicima. Danas je postalo sasvim normalno da se prilikom rješavanja problema iz područja strategije ustrojavaju timovi znanstvenika iz raznih područja znanstvenog istraživanja (časnici, matematičari, fizičari, sociolozi, psiholozi, ekonomisti i drugi).
Prije je naglašeno kako je strategija znanstvena disciplina ratnog umijeća, odnosno disciplina koja usmjerava i usklađuje ostale znanosti i discipline. Strategije je u izvjesnom smislu i opća vojna disciplina, te je znanstveni pristup istraživanju svake pojave utoliko značajniji.
U Republici Hrvatskoj strategija dijeli na tri uvjetne razine. Strategija nacionalne sigurnosti kao najviša razina iz koje proizlazi Strategija obrane Republike Hrvatske, te iz strategije obrane RH proizlazi Vojna strategija. Ova podjela je s gledišta vojske kao sastavnog dijela društva, naravno da iz Nacionalne strategije proizlaze i druge strategije od ekonomske, političke, diplomatske i drugih strategija.  

#### Hrvatska vojna strategija
Hrvatska vojna strategija je znanstvena disciplina u okviru ratnog umijeća kao znanosti koja utvrđuje strategijski koncept, strukturu i način uporabe oružanih snaga za pripremu i u slučaju potrebe za ispunjavanje temeljen zadaće: zaštite suverenosti i neovisnosti te obrane teritorijalne cjelovitosti. Nadalje daje viziju izgradnje i razvoja oružanih snaga koje su sposobne odgovoriti pretpostavljenim sigurnosnim izazovima i ugrozama s ciljem zaštite nacionalnih vrijednosti i vitalnih nacionalnih interesa te doprinosi promicanju tih vrijednosti, jačanju međunarodne sigurnosti, stabilnosti i potpori miru.
Vojna strategija ostvaruje svoje ciljeve primjenom oružane sile, koja se upotrebljava samo onda kada su ostala sredstva nacionalne moći nedostatna za zaštitu nacionalni vrijednosti i vitalnih nacionalnih interesa.
Za ostvarenje tih ciljeva vojna strategija koristi gotove snage, u hrvatskom slučaju gardijske brigade, kao osnovnu udarnu snagu vojske uz oslonac na pričuvne snage oružanih snaga kao i uz iskorištavanje svih resursa države za brzo i učinkovito prisiljavanje protivnika na uspostavu mira kao krajnjeg političkog cilja.
U predmete istraživanja strategije, odnosno vojne strategije može se ubrojiti:
- istraživanje čimbenika oružane borbe,
- istraživanje odrednica i fizionomije budućih sukoba,
- znanstvena raščlamba međunarodnog položaja zemlje važnijih međunarodnih događaja s gledišta strategijskog položaja zemlje,
- istraživanje najpovoljnije veličine i strukture oružanih snaga u miru i sukobu,
- raščlamba odnosa, odrednica i namjena grana i rodova oružanih snaga,
- sustavno istraživanje svih oblika borbene spremnosti sa stanovišta strateškog iznenađenja,
- istraživanje utjecaja suvremenog oružja na organizaciju i ustroj oružanih snaga,
- razrada teorije strateškog planiranja,
- izučavanje mogućeg protivnika (danas terorizam kao globalna prijetnja),
- raščlamba mirnodopskih i ratnih iskustava, te iskustava iz mirovnih operacija i operacija odgovora na krize gdje su oružane snage bile uključene u njihovu provedbu.

Oružana borba postala je u strateškim odnosima jedinstven i integralan proces u koji su uključene sve grane oružanih snaga ako se želi postići uspjeh u oružanoj borbi. Zbog toga i strategija mora biti jedinstvena znanstvena disciplina za sve grane oružanih snaga.
Uzroci koji u strategiji uvjetuju uporabu borbe mogu se podijeliti na ove teorijske elemente: 
- moralne,
- fizičke,
- matematičke,
- zemljopisne i
- statističke.

## Operativno umijeće
Operativno umijeće je umijeće koje se bavi proučavanjem pripreme, planiranja i provedbe vojnih operacija u okviru strategije i taktike. Možemo dalje kazati kako je područje istraživanja operativnog umijeća kao dijela vojne doktrine jesu djelatnosti operativnog umijeća kao razine ustrojstva modernog ratovanja. Konkretno bi to značilo, to su skupine obvezujućih načela koja se moraju poštovati u pripremi, planiranju i provedbi operacija na strateškoj i taktičkoj razini.
Današnje operacije se izvode na kopnu, moru i u zraku, zatim operacije se izvode kao bliske operacije, duboke operacije i operacije u vlastitoj pozadini.
- U predmete istraživanja operativnog umijeća možemo ubrojiti:
  - istraživanje odrednica suvremenih operacija,
  - istraživanje zakona, načela i pravila operacija,
  - načine pripreme, planiranja i provedbe svih operacija,
  - istraživanje iskustva operacija mogućih protivnika.

Operativno umijeće istražuje sadržaj operacija i tehnike priprema, planiranja i provođenja operacija koji su jednaki za sve operacije bez obzira na vrstu i značaj. U svakoj operaciji potrebito je odrediti: raspored snaga, zadaću, oblike manevra, oblik djelovanja (napad ili obrana) itd. bez obzira na to koja je razina operacije.
Davanje tolike pozornosti operativnom umijeću glavna je značajka po kojoj se i današnje doktrine razlikuju od prethodnih. Razlog nije u veličini snaga, vremenu i prostoru, nego isključivo u značaju, složenosti i različitosti sadržaja potrebnih za ostvarenje cilja, koji može biti strateške, operativne ili taktičke razine.

### Vojne operacije
Vojnu operaciju tradicionalno poimamo isključivo kao ratnu pojavu i isključivo unutar područja ratnog umijeća. Do danas nema opće prihvaćenog određujućeg pojma i sadržaja operacije zbog nesuglasja u određivanju obilježja operacije koje ju čine posebnom vojnom kategorijom.
Prvi klasici vojne teorije više su se koristili terminom operacija, nego što su se bavili teorijskim određenjem pojma operacije (Clausewitz, Jomini). 
Naime tek potkraj 19. stoljeća u Njemačkoj Schiliefen teoriji operacije pristupa kao znanosti, no i dalje operacije ostaje dio strategije.
U Rusiji se ratnom umijeću pristupa kao posebnom znanstvenom području i temeljnom sadržaju vojne znanosti, a strategija, operatika i taktika su njezine znanstvene discipline.
U zapadnim vojskama ratno umijeće se dijeli na razine: strategija, operativno umijeće i taktika kao elementi dinamike ratovanja, a operacija je vojna kategorija u području operativnog umijeća i taktike.
Unatoč navedenim promišljanjima koja su ponekad potpuno suprotna te izostanku opće suglasnosti ne bi smjelo biti dvojbe kako pojmu i problemu operacija u vojnome području primijenjenoj kategoriji valja pristupiti kao znanstvenoj temi. 
Danas se vojna operacija poima kao provedba strateške, operativne i taktičke vojne djelatnosti, a ne kao isključivo oblik bojnih djelovanja. Suvremeni pristup određenju operacije nije na određenju znanstvenih teorijskih odrednica, već na njezinoj optimizaciji u okvirima uporabe snaga i sredstava u ratu. Operacija kao pojam znači trud, rad, djelatnost, odnosno osmišljeno djelovanje radi ostvarenja cilja. Osnove suvremenog pristupa određenju operacije kao posebne vojne kategorije je ostvarivanje taktičkih, operativnih i vojnostrateških ciljeva, te osim temeljnih čimbenika bojnih djelovanja i različitost pristupa upravljanju bojnim djelovanjima i njihovo izravno ili neizravno usmjerenje na bojno polje.

### Odrednice vojnih operacija
Tijekom istraživanja vojnih operacija kao predmeta istraživanja ratnog umijeća trebalo bi na umu imati glavne odrednice svake vojne operacije te na temelju tih odrednica zaključivati što je to određujuće i isto za sve operacije i da li te odrednice su iste za sve operacije koje su se provodile u prošlosti i da li se to može primijeniti na budućnost.
- Glave su odrednice svake operacije: 
  1. Operacija se izvodi unaprijed utvrđenim snagama i sredstvima određenim proračunima odgovornoga zapovjedništva.
  2. Operacija se izvodi na određenom prostoru, kako po širini i dubini, tako i po okružju (kopno, more, zrak ili sva tri istodobno).
  3. Operacija se izvodi u određenom vremenu koje ima početak, trajanje i svršetak.
  4. Operacija se izvodi prema jedinstvenoj zamisli i planu te pod jedinstvenim operativnim zapovijedanjem.
  5. Svaku operaciju tijekom bojnih djelovanja čini niz oblika bojnih djelovanja i taktičkih djelatnosti.
  6. Operacija može biti napadna ili obrambena u zavisnosti koji oblik operacije preteže.
  7. Operacija prema snagama koje ju izvode može biti kopnena, pomorska, zračna ili združena.
  8. Svaku operaciju obilježava složenost bojnih djelovanja i nagle promjene stanja.

U određenom trenutku na odrednice operacije utječu i sljedeći čimbenici: iznenađenje, bojna spremnost snaga, sposobnosti zapovjedništva, zemljište i međusobni raspored snaga.

## Taktika
Taktika je znanstvena disciplina koja istražuje uporabu postrojbi u provedbi bojnih djelovanja u svim uvjetima borbene situacije na kopnu, moru i u zraku. Taktika je najstarija vojna znanost, ako iz toga isključimo vojnu povijest. Njezina posebnost je u tome što ona istražuje najmasovniju oblast oružane borbe – boj, koji je sve do pojave nuklearnog oružja bio i najvažnija pojava u oružanoj borbi. Ako pak želimo pojmovno odrediti boj mogli bismo kazati kako je boj organizirani oružani sukob koji se provodi na ograničenom zemljištu i traje ograničeno vrijeme, vode ga združene postrojbe i brigade, odgovarajuće mornaričke i zrakoplovne postrojbe, te se vodi po načelima taktike.
U današnjim uvjetima boj je postao vrlo složena pojava nego ranije glede velike razarajuće moći i dometa oružja, velike udarne moći, brzine djelovanja, pokretljivosti i manevarskih sposobnosti postrojbi. Zračni boj i boj na moru su se još više promijenili. Zbog velike brzine i ostalih osobina suvremenih zrakoplova, zračni boj se sve manje koristi, ustupajući sve više mjesto zračnim udarima (NATO napad na Srbiju, priprema za napad na Irak) i drugim oblicima djelovanja. Zbog toga taktika istražuje, osim boja kao najvišeg oblika taktičkih djelovanja i sve raznovrsnija izravna borbena djelovanja grana i rodova, glede čega raste značaj posebnih taktičkih rodova.
U svakom slučaju taktika se kao znanost našla pred brojnim novim problemima koje je potrebno teoretski istražiti i objasniti na prihvatljiv način, oslanjajući se pri tome na iskustva iz Domovinskog rata. 
- Među najvažnije možemo ubrojiti:
  - istraživanje uvjeta i svih odrednica posebnosti suvremenog boja, te korištenje postrojbi u mirovnim operacijama i operacijama odgovora na krize,
  - istraživanje utjecaja suvremenog oružja načine vođenja taktičkih borbenih djelovanja,
  - suradnja prilikom istraživanja najpogodnije organizacije i ustroja taktičkih postrojbi,
  - istraživanje taktike i oružanih snaga mogućeg protivnika,
  - uopćavanje taktičkih iskustava.

Veoma je važno uporno i stalno nastojati prilikom teorijskih rasprava i uopćavanja što bolje shvatiti tendencije općeg razvoja i naših konkretnih uvjeta, oslanjajući se pri tome na današnju, živu praksu i na iskustvo koje još nije zastarjelo. U ratnom umijeću stalno se vodi sukob mišljenja između starog i novog. Nijednom kao sadašnjem naraštaju vojnika i nijednoj kao sadašnjoj vojnoj teoriji nije bilo tako teško ići u korak s vremenom i pratiti sve promjene koje se odigravaju u vođenju oružane borbe i rata.

### Metode taktike
U istraživanju, teorijskom oblikovanju i praktičnim odgovorima na vojne pojave općenito, pa i one u područjima boja koji je predmet taktike, najčešće se primjenjuju dvije grupe metoda:
- empirijske,
- teorijske.

Empirijske metode osiguravaju prikupljanje, opisivanje, određivanje i klasificiranje činjenica.
- Osnovne metode koje spadaju u ovu grupu su: 
  - promatranje,
  - ispitivanje (intervju, anketa, test),
  - eksperimenti,
  - raščlamba sadržaja i dr.

Za taktiku veliki značaj imaju eksperimenti na modelima. Eksperimenti na modelima vrlo su značajni pogotovo u doba mira jer su jedini mogući način istraživanja određenih pojava i procesa koji su određujući za boj. Ovakav oblik eksperimenta provodi se putem vojnih vježbi i rješavanjem taktičkih zadataka.
Teorijske metode objašnjavaju činjenice i izgrađuju znanstvene teorije, zakone i sustave te utvrđuju načela. 
- U ovu grupu metoda pripadaju:
  - raščlamba i sinteza,
  - indukcija i dedukcija,
  - apstrakcija i generalizacija,
  - modeliranje.

Prilikom istraživanja boja i pronalaženju praktičnih rješenja za neke odgovarajuće probleme uspješno možemo koristiti i metode operacijskih istraživanja.
Iz navedenog možemo zaključiti kako taktika prilikom istraživanja pojava i problema boja koristi znanstvene metode drugih znanosti koje se u svakom konkretnom slučaju prilagođavaju predmetu istraživanja. Zbog toga ove metode postaju metode taktike. Bez korištenja znanstvenih metoda, odnosno znanstvene metodologije i istraživanja pojava u oružanoj borbi, nije moguće doći do spoznaja, zakona i načela na temelju kojih se može dalje razvijati teorijski i praktični rad u području znanosti koje se bave oružanom borbom u cjelini, ratno umijeće, pa tako ni taktike koja izravno istražuje boj.

### Podjela i usustavljivanje taktike
- Taktiku možemo podijeliti na:
  1. Opća taktika;
  2. Taktika grana HV;
  3. Taktika rodova i funkcionalnih područja.

#### Opća taktika
Opća taktika proučava i razrađuje načela uporabe taktičkih postrojbi u boju, odnosno pripremu u uporabu tih postrojbi, borbenih sredstava u taktičkim djelovanjima s težištem na onim problemima koji su zajednički za sve rodove i funkcionalna područja koji sudjeluju u oružanoj borbi.
Nadalje ona utvrđuje načela i norme za pripremu i uporabu vojnih postrojbi u boju, izrađuje odgovarajuća pravila, taktička uputstva i druge dokumente.

#### Taktika grana HV
Taktika grana na temelju teorijskih stavova i načela opće taktike, istražuje i proučava uporabu taktičkih i združenih taktičkih postrojbi grana – HKoV, HRZ i PZO te HRM. Težište ove taktike je na onim specifičnostima koje određuju svaku granu oružanih snaga. S obzirom na vrstu oružja, prostor i uvjete u kojima se izvode borbena djelovanja, opći i posebni zadaci granskih postrojbi bit će specifični, te se od njih zahtijevaju i posebni taktički postupci u boju.

#### Taktika rodova i funkcionalnih područja.
Taktike rodova i funkcionalnih područja stvaraju se na temelju teorijskih osnova opće taktike u oružanim snagama. One proučavaju i određuju čimbenike, pravila i način uporabe od pojedinca do taktičkih i združenih taktičkih postrojbi u boju. Zadatak taktika rodova i funkcionalnih područja je istraživanje i teorijsko uopćavanje i oblikovanje načina uporabe postrojbi kako bi se najbolje iskoristilo oružje i oprema, odnosno borbene i neborbene mogućnosti tih postrojbi.
Usustavljivanje taktike treba shvaćati vrlo elastično, a poglavito u boju, ne sudjeluje samo jedna grana, rod ili funkcionalno područje, već najčešće združeni. Usustavljivanje taktike je neophodno glede boljeg obuhvaćanja i prepoznavanja posebnosti načina uporabe svakog pojedinog roda i funkcionalnog područja i iskorištavanje prednosti koje te postrojbe mogu pružiti tijekom boja.